# Clarias nebulosus
Clarias nebulosus är en fiskart som beskrevs av Deraniyagala, 1958. Clarias nebulosus ingår i släktet Clarias och familjen Clariidae. Inga underarter finns listade i Catalogue of Life.